# Felix Hess (Zeichner)

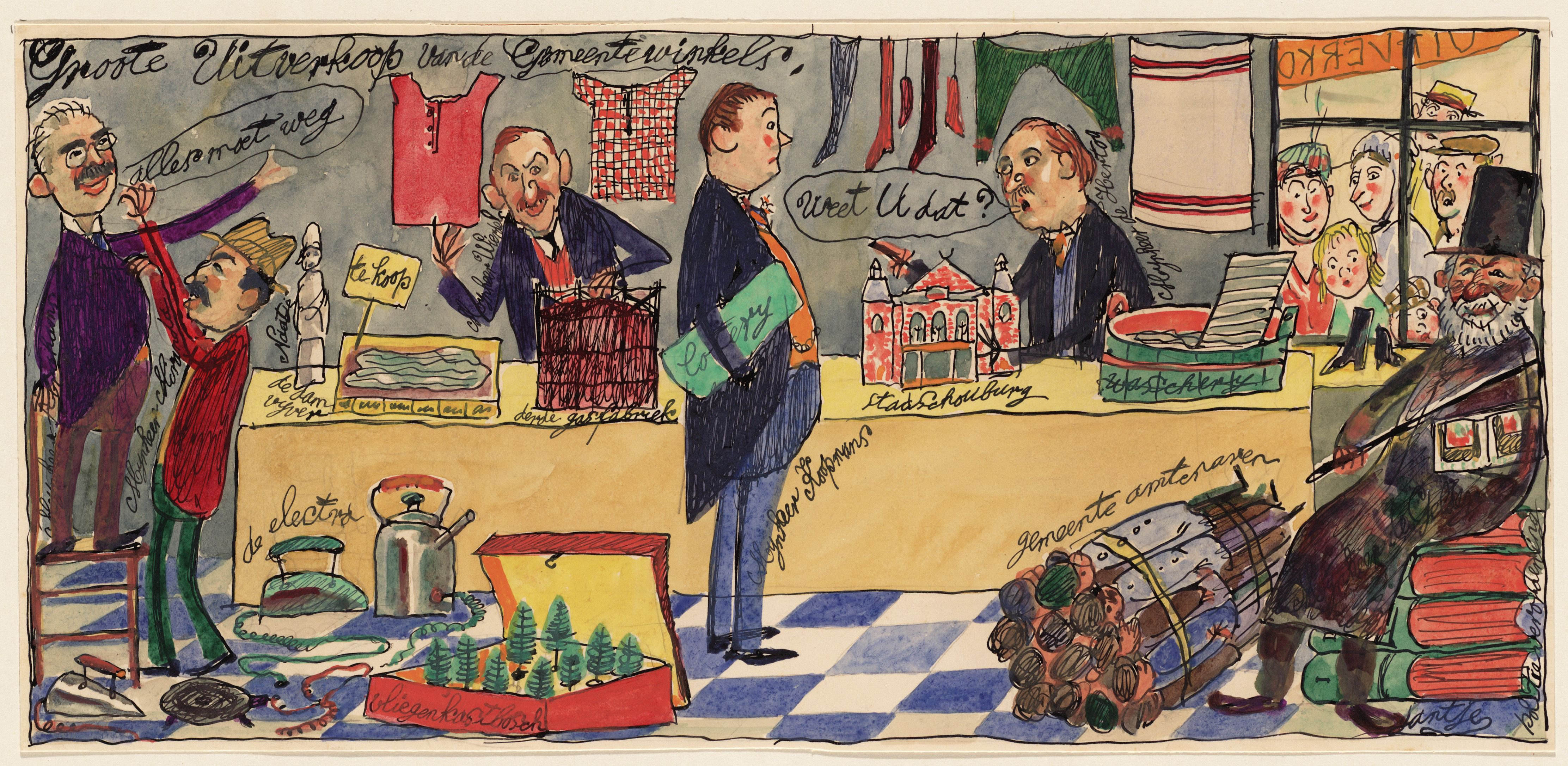
Zeichnung von Felix Hess zur umstrittenen Schließung von Gemeindeläden in den Niederlanden (1921)

Felix Isidor Hess (geboren 20. Juni 1878 in Amsterdam; gestorben 9. April 1943 im Vernichtungslager Sobibor) war ein niederländischer Zeichner, Maler, Illustrator und Karikaturist.

## Biographie
Felix Hess erhielt seine künstlerische Ausbildung von 1901 bis 1905 an der Rijksakademie van beeldende kunsten, einer seiner Lehrer war der Maler Pieter Dupont. 1910 wurde er Mitglied der Kunstenaarsvereniging Sint Lucas sowie im Jahr darauf der Maatschappij Arti et Amicitiae. Unter der deutschen Besetzung der Niederlande musste er 1940, weil er Jude war, beide Vereinigungen verlassen.
Zwischen 1916 und 1936 publizierte Felix Hess in der Zeitschrift de Groene Amsterdammer den Comic Strip Uit het Kladschrift van Jantje, in dem er politische Kommentare aus der Sicht eines Kindes abgab. 1934/35 wurden Zeichnungen aus dieser Reihe im Kunstzaal van Lier in Amsterdam ausgestellt. 1928 nahm Hess mit Zeichnungen und Aquarellen an den Kunstwettbewerben der Olympischen Spiele in Amsterdam teil, gewann aber keine Auszeichnung. 
Später arbeitete Felix Hess gemeinsam mit dem Autor Leonard Roggeveen an weiteren Comic Strips wie De wonderlijke Reis van Jan Klaassen, die im Algemeen Handelsblad und im Nieuwsblad van het Noorden erschienen, und er illustrierte den niederländischen Kinderbuchklassiker De ongelooflijke avonturen van Bram Vingerling. Er illustrierte weitere Kinderbücher, für die er mitunter auch die Umschläge entwarf. Ab 1940 arbeitete er zunächst weiter unter Pseudonym Jantje.
Zu einem unbekannten Zeitpunkt wurde Felix Hess gemeinsam mit seiner Frau Eliza Binger deportiert, beide wurden am 9. April 1943 im Vernichtungslager Sobibor ermordet. Den vorliegenden Informationen nach hatte das Ehepaar keine Kinder.